# جان هولمز (بازیگر پورنوگرافی)
جان هولمز (انگلیسی: John Holmes؛ زاده ۸ اوت ۱۹۴۴ درگذشته ۱۳ مارس ۱۹۸۸) یک بازیگر پورنوگرافی اهل ایالات متحده آمریکا بود.